# نحن كثيرون (فلم)
نحن كثيرون فيلم وثائقي عن يوم الاحتجاج العالمي ضد حرب العراق فبراير/شباط 2003، وهو من إخراج أمير أميراني.
وصف باحثو الحركات الاجتماعية احتجاجات الخامس عشر من فبراير/شباط بأنها "أكبر حدث احتجاجي في تأريخ البشرية". ويقول اللورد فالكونر حليف توني بلير إن المسيرة المضادة للحرب غيرت الموازين:
"إذا خرج في المستقبل مليون شخص إلى الشوارع، أنهم مخالفون ألان؟ هذا ما ستقوله الحكومة". 
أقتبس عنوان الفيلم من بيت شعري في قصيدة "قناع الفوضى" للشاعر الإنكليزي بيرسي بيش شيلي. ضم الفيلم ناشطين وسياسيين ومشاهير شاركوا في المظاهرات، كل من ميديا بنجامين من كود بينك، والصحفية فيليس بينيس من معهد دراسات السياسة، وتوني بين، والناشطة ليندسي جيرمان، والقس جيسي جاكسون، وداني جلوفر، ودامون ألبورن، وبريان إينو، وغيرهم.
بعد نجاح الفيلم في المملكة المتحدة وأوروبا، تم عرض الفيلم في أمريكا الشمالية والعديد من البلدان حول العالم، في ظل جائحة كوفيد-19، عرض في دور السينما الافتراضية. وقد اطلق الفيلم في 21 سبتمبر/أيلول 2020، وهو اليوم العالمي للسلام، في حدث بعنوان "100 مدينة. ليلة واحدة من أجل السلام". شارك العديد من المنظمات والمنظمين المحليين من احتجاجات عام 2003 في هذا الحدث الخاص.[بحاجة لمصدر]